# 山口

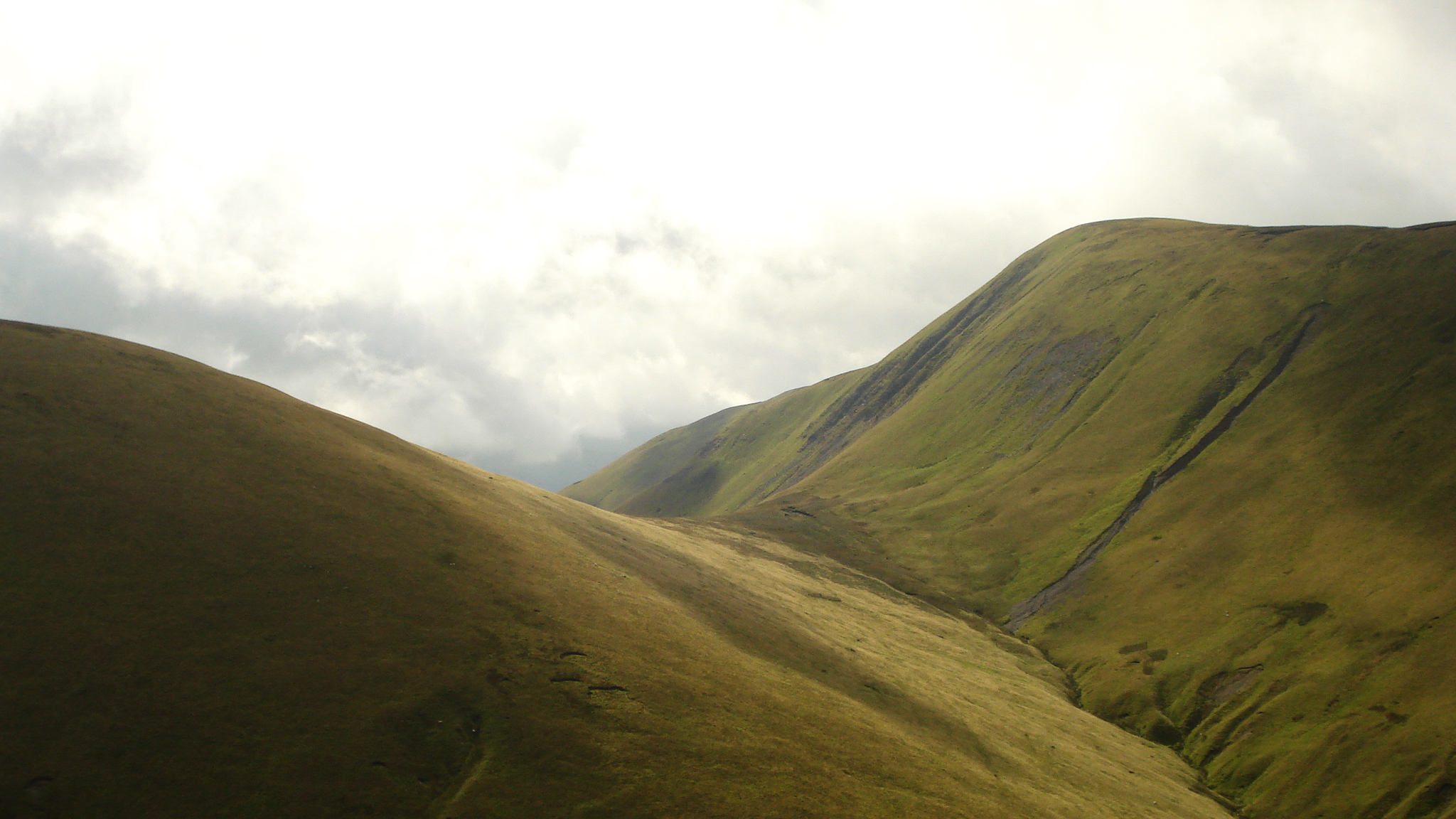
英格蘭霍吉爾丘陵的一個山口

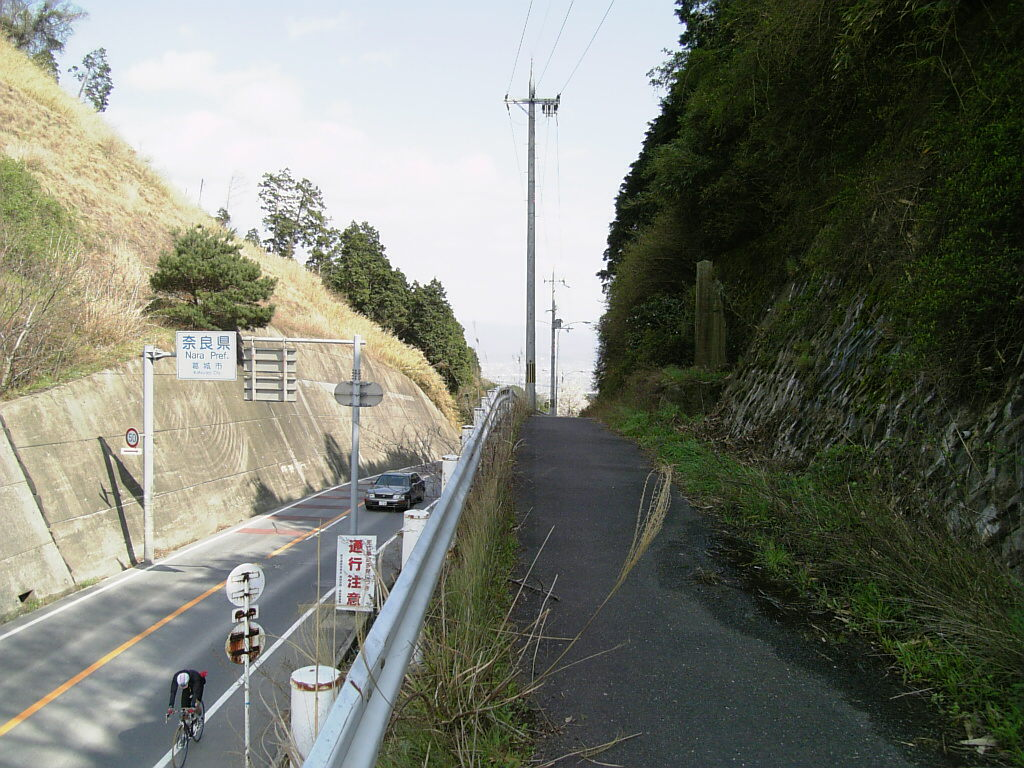
由大阪平原穿越山口前往奈良盆地的竹內街道最高點（日語：竹內峠）

山口是兩山間交會的隘口，包括兩山間山脊線的低凹處（鞍部）及斷崖處的豁口，漢語古稱為陘。
跨越山脈的道路通常會由山脊線的低凹處通過，該處通常也會是該段山路的最高點，行經此處會由上坡轉為下坡，日語漢字稱之為峠（／ Tōge）。
從古至今，山口在貿易、軍事及人口流動上扮演著重要角色，常成為國家或族群間的重要連接點或管制點。在早期交通技術無法克服地形障礙的時代，山口僅能以小徑穿越，現今則多有鋪設公路以利通行。